# 4e législature du Canada

La distribution initiale des sièges durant la 4e législature

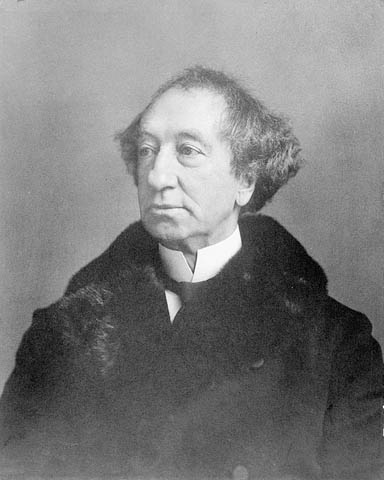
John A. Macdonald, premier ministre lors de la 4e législature.

La 4e législature du Canada siège du 13 février 1879 au 18 mai 1882. Ce sont les élections de 1874 qui définissent la configuration de la Chambre des communes du Canada, cette dernière change légèrement en raison des démissions et des élections partielles jusqu'à sa dissolution peu avant les élections de 1882.
Cette législature est contrôlée par les partis conservateur et libéral-conservateur composant une majorité parlementaire sous le contrôle du premier ministre John A. Macdonald. L'opposition officielle est dirigée par le Parti libéral, d'abord sous le contrôle du premier ministre sortant Alexander Mackenzie et ensuite par Edward Blake.
Le président de la chambre est Joseph Godéric Blanchet.
Voici les 4 sessions parlementaires de la 4e législature:
| Session | Début           | Fin          |
| ------- | --------------- | ------------ |
| 1re     | 13 février 1879 | 15 mai 1879  |
| 2e      | 12 février 1880 | 7 mai 1880   |
| 3e      | 9 décembre 1880 | 21 mars 1881 |
| 4e      | 9 février 1882  | 17 mai 1882  |

## Liste des députés

### Colombie-Britannique
| Circonscription | Circonscription | Nom                                                                  | Parti                |
| --------------- | --------------- | -------------------------------------------------------------------- | -------------------- |
| Cariboo         |                 | Joshua Spencer Thompson (par acclamation) décédé en fonction en 1880 | Libéral-conservateur |
| Cariboo         |                 | James Reid from 31 March 1881                                        | Libéral-conservateur |
| New Westminster |                 | Thomas Robert McInnes nomination au Sénat le 24 décembre 1881        | Indépendant          |
| New Westminster |                 | Joshua Homer (par acclamation) du 9 mars 1882                        | Libéral-conservateur |
| Vancouver       |                 | Arthur Bunster                                                       | Libéra               |
| Victoria*       |                 | Sir John Alexander Macdonald                                         | Libéral-conservateur |
| Victoria*       |                 | Amor De Cosmos                                                       | Libéral              |
| Yale            |                 | Edgar Dewdney (par acclamation) démissionne le 30 mai 1879           | Conservateur         |
| Yale            |                 | Francis Jones Barnard du 29 septembre 1879                           | Conservateur         |

### Île-du-Prince-Édouard
| Circonscription | Circonscription | Nom                                                     | Parti                |
| --------------- | --------------- | ------------------------------------------------------- | -------------------- |
| King's*         |                 | Augustine Colin Macdonald                               | Libéral-conservateur |
| King's*         |                 | Ephraim Bell Muttart                                    | Conservateur         |
| Prince*         |                 | James Yeo                                               | Libéral              |
| Prince*         |                 | Edward Hackett                                          | Libéral-conservateur |
| Queen's*        |                 | James Colledge Pope, par acclamation le 9 novembre 1878 | Conservateur         |
| Queen's*        |                 | Frederick de Sainte-Croix Brecken                       | Conservateur         |

### Manitoba
| Circonscription | Circonscription | Nom                                                         | Parti                |
| --------------- | --------------- | ----------------------------------------------------------- | -------------------- |
| Lisgar          |                 | John Christian Schultz (par acclamation)                    | Conservateur         |
| Marquette       |                 | Sir John A. Macdonald (par acclamation)                     | Libéral-conservateur |
| Marquette       |                 | Joseph O'Connell Ryan (par acclamation) du 30 novembre 1878 | Libéral              |
| Provencher      |                 | Joseph Dubuc (par acclamation)                              | Conservateur         |
| Provencher      |                 | Joseph Royal du 30 décembre 1879                            | Conservateur         |
| Selkirk         |                 | Donald Alexander Smith                                      | Conservateur         |
| Selkirk         |                 | Thomas Scott du 10 septembre 1880                           | Conservateur         |

### Nouveau-Brunswick
| Circonscription              | Circonscription | Nom                                                      | Parti                |
| ---------------------------- | --------------- | -------------------------------------------------------- | -------------------- |
| Albert                       |                 | Alexander Rogers                                         | Libéral              |
| Carleton                     |                 | George Heber Connell                                     | Indépendant          |
| Carleton                     |                 | David Irvine du 16 février 1881                          | Libéral              |
| Charlotte                    |                 | Arthur Hill Gillmor                                      | Libéral              |
| Cité de Saint-Jean           |                 | Samuel Leonard Tilley par acclamation le 4 novembre 1878 | Libéral-conservateur |
| Cité et Comté de Saint-Jean* |                 | Isaac Burpee                                             | Libéral              |
| Cité et Comté de Saint-Jean* |                 | Charles Wesley Weldon                                    | Libéral              |
| Gloucester                   |                 | Timothy Warren Anglin (par acclamation)                  | Libéral              |
| Kent                         |                 | Gilbert Girouard                                         | Libéral-conservateur |
| King's                       |                 | James Domville                                           | Conservateur         |
| Northumberland               |                 | Jabez Bunting Snowball                                   | Libéral              |
| Queen's                      |                 | George Gerald King                                       | Libéral              |
| Restigouche                  |                 | George Haddow (par acclamation)                          | Indépendant          |
| Sunbury                      |                 | Charles Burpee                                           | Libéral              |
| Victoria                     |                 | John Costigan                                            | Libéral-conservateur |
| Westmorland                  |                 | Albert James Smith                                       | Libéral              |
| York                         |                 | John Pickard                                             | Libéral indépendant  |

### Nouvelle-Écosse
| Circonscription | Circonscription | Nom                                                | Parti                |
| --------------- | --------------- | -------------------------------------------------- | -------------------- |
| Annapolis       |                 | Avard Longley                                      | Conservateur         |
| Antigonish      |                 | Angus McIsaac                                      | Libéral              |
| Cap Breton*     |                 | Hugh McLeod, décédé le 5 août 1879                 | Libéral-conservateur |
| Cap Breton*     |                 | William McDonald                                   | Conservateur         |
| Cap Breton*     |                 | William McKenzie McLeod du 23 octobre 1879         | Libéral-conservateur |
| Colchester      |                 | Thomas McKay                                       | Libéral-conservateur |
| Colchester      |                 | Archibald Woodbury McLelan du 18 juin 1881         | Conservateur         |
| Cumberland      |                 | Charles Tupper par acclamation le 4 novembre 1878  | Conservateur         |
| Digby           |                 | John Chipman Wade                                  | Conservateur         |
| Guysborough     |                 | Alfred Ogden                                       | Conservateur         |
| Halifax*        |                 | Matthew Henry Richey                               | Libéral-conservateur |
| Halifax*        |                 | Malachy Bowes Daly                                 | Libéral-conservateur |
| Hants           |                 | William Henry Allison                              | Conservateur         |
| Inverness       |                 | Samuel McDonnell                                   | Libéral              |
| Kings           |                 | Frederick William Borden                           | Libéral              |
| Lunenburg       |                 | Charles Edwin Kaulbach                             | Conservateur         |
| Pictou*         |                 | James McDonald, par acclamation le 4 novembre 1878 | Conservateur         |
| Pictou*         |                 | Robert Doull                                       | Libéral-conservateur |
| Pictou*         |                 | John McDougald, par acclamation le 18 juin 1881    | Libéral-conservateur |
| Queens          |                 | Silas Tertius Rand Bill                            | Libéral-conservateur |
| Richmond        |                 | Edmund Power Flynn                                 | Libéral              |
| Shelburne       |                 | Thomas Robertson                                   | Libéral              |
| Victoria        |                 | Duncan McDonald                                    | Libéral              |
| Yarmouth        |                 | Frank Killam                                       | Libéral              |

### Ontario
| Circonscription              | Circonscription | Nom                                                                  | Parti                |
| ---------------------------- | --------------- | -------------------------------------------------------------------- | -------------------- |
| Addington                    |                 | John McRory                                                          | Conservateur         |
| Algoma                       |                 | Simon James Dawson                                                   | Conservateur         |
| Bothwell                     |                 | David Mills                                                          | Libéral              |
| Brant-Nord                   |                 | Gavin Fleming                                                        | Libéral              |
| Brant-Sud                    |                 | William Paterson                                                     | Libéral              |
| Brockville                   |                 | William Fitzsimmons                                                  | Conservateur         |
| Bruce-Nord                   |                 | John Gillies                                                         | Libéral              |
| Bruce-Sud                    |                 | Alexander Shaw                                                       | Libéral-conservateur |
| Cardwell                     |                 | Thomas White                                                         | Conservateur         |
| Carleton                     |                 | John Rochester                                                       | Conservateur         |
| Cornwall                     |                 | Darby Bergin, réélu le 27 janvier 1880                               | Libéral-conservateur |
| Dundas                       |                 | John Sylvester Ross                                                  | Libéral-conservateur |
| Durham-Est                   |                 | Arthur Trefusis Heneage Williams                                     | Conservateur         |
| Durham-Ouest                 |                 | Harvey William Burk au 10 octobre 1879                               | Libéral              |
| Durham-Ouest                 |                 | Edward Dominick Blake, par acclamation le 17 novembre 1879           | Libéral              |
| Elgin-Est                    |                 | Thomas Arkell                                                        | Libéral-conservateur |
| Elgin-Ouest                  |                 | George Elliott Casey                                                 | Libéral              |
| Essex                        |                 | James Colebrooke Patterson                                           | Conservateur         |
| Frontenac                    |                 | George Airey Kirkpatrick                                             | Conservateur         |
| Glengarry                    |                 | John McLennan                                                        | Libéral-conservateur |
| Grenville-Sud                |                 | John Philip Wiser                                                    | Libéral              |
| Grey-Est                     |                 | Thomas Simpson Sproule                                               | Conservateur         |
| Grey-Nord                    |                 | Samuel Johnathan Lane                                                | Conservateur         |
| Grey-Sud                     |                 | George Jackson                                                       | Libéral-conservateur |
| Haldimand                    |                 | David Thompson                                                       | Libéral              |
| Halton                       |                 | William McDougall                                                    | Libéral-conservateur |
| Hamilton*                    |                 | Francis Edwin Kilvert                                                | Conservateur         |
| Hamilton*                    |                 | Thomas Robertson                                                     | Libéral              |
| Hastings-Est                 |                 | John White, réélu le 25 février 1879                                 | Conservateur         |
| Hastings-Nord                |                 | Mackenzie Bowell, par acclamation le 6 novembre 1878                 | Conservateur         |
| Hastings-Ouest               |                 | James Brown                                                          | Conservateur         |
| Huron-Centre                 |                 | Horace Horton au 10 octobre 1878                                     | Libéral              |
| Huron-Centre                 |                 | Richard John Cartwright du 2 novembre 1878                           | Libéral              |
| Huron-Nord                   |                 | Thomas Farrow                                                        | Libéral-conservateur |
| Huron-Sud                    |                 | Malcolm Colin Cameron                                                | Libéral              |
| Kent                         |                 | Rufus Stephenson                                                     | Conservateur         |
| Kingston                     |                 | Alexander Gunn                                                       | Libéral              |
| Lambton                      |                 | Alexander Mackenzie                                                  | Libéral              |
| Lanark-Nord                  |                 | Daniel Galbraith, décédé le 17 décembre 1879                         | Libéral              |
| Lanark-Nord                  |                 | Donald Greenfield MacDonell du 22 janvier 1880                       | Libéral              |
| Lanark-Sud                   |                 | John Graham Haggart                                                  | Conservateur         |
| Leeds-Nord et Grenville-Nord |                 | Charles Frederick Ferguson                                           | Libéral-conservateur |
| Leeds-Sud                    |                 | David Ford Jones                                                     | Conservateur         |
| Lennox                       |                 | Edmund Hooper                                                        | Libéral-conservateur |
| Lincoln                      |                 | John Charles Rykert                                                  | Conservateur         |
| London                       |                 | John Carling                                                         | Libéral-conservateur |
| Middlesex-Est                |                 | Duncan Macmillan                                                     | Libéral-conservateur |
| Middlesex-Nord               |                 | Timothy Coughlin                                                     | Libéral-conservateur |
| Middlesex-Ouest              |                 | George William Ross                                                  | Libéral              |
| Monck                        |                 | Lachlin McCallum                                                     | Libéral-conservateur |
| Muskoka                      |                 | Alexander Peter Cockburn                                             | Libéral              |
| Niagara                      |                 | Patrick Hughes, défait lors d'une élection partielle le 20 mars 1879 | Libéral              |
| Niagara                      |                 | Josiah Burr Plumb du 20 mars 1879                                    | Conservateur         |
| Norfolk-Nord                 |                 | John Charlton                                                        | Libéral              |
| Norfolk-Sud                  |                 | William Wallace                                                      | Conservateur         |
| Northumberland-Est           |                 | Joseph Keeler, décédé le 21 janvier 1881                             | Libéral-conservateur |
| Northumberland-Est           |                 | Darius Crouter, par acclamation le 25 mars 1881                      | Libéral indépendant  |
| Northumberland-Ouest         |                 | James Cockburn au 14 novembre 1881                                   | Conservateur         |
| Northumberland-Ouest         |                 | George Guillet du 19 décembre 1881                                   | Conservateur         |
| Ontario-Nord                 |                 | George Wheler, au 10 juin 1880, réélu le 28 août 1880                | Libéral              |
| Ontario-Sud                  |                 | Francis Wayland Glen                                                 | Libéral              |
| Ottawa*                      |                 | Joseph Merrill Currier                                               | Libéral-conservateur |
| Ottawa*                      |                 | Joseph Tassé                                                         | Conservateur         |
| Oxford-Nord                  |                 | Thomas Oliver, décédé en fonction le 8 novembre 1880                 | Libéral              |
| Oxford-Nord                  |                 | James Sutherland du 9 décembre 1880                                  | Libéral              |
| Oxford-Sud                   |                 | James Atchison Skinner                                               | Libéral              |
| Peel                         |                 | William Elliott                                                      | Conservateur         |
| Perth-Nord                   |                 | Samuel Rollin Hesson                                                 | Conservateur         |
| Perth-Sud                    |                 | James Trow                                                           | Libéral              |
| Peterborough-Est             |                 | John Burnham                                                         | Conservateur         |
| Peterborough-Ouest           |                 | George Hilliard                                                      | Libéral-conservateur |
| Prescott                     |                 | Félix Routhier                                                       | Conservateur         |
| Prince Edouard               |                 | James Simeon McCuaig                                                 | Conservateur         |
| Renfrew-Nord                 |                 | Peter White                                                          | Conservateur         |
| Renfrew-Sud                  |                 | William Bannerman                                                    | Conservateur         |
| Russell                      |                 | John O'Connor, par acclamation le 4 novembre 1878                    | Conservateur         |
| Simcoe-Nord                  |                 | Dalton McCarthy                                                      | Conservateur         |
| Simcoe-Sud                   |                 | William Carruthers Little, décédé en fonction le 31 décembre 1881    | Libéral-conservateur |
| Simcoe-Sud                   |                 | Richard Tyrwhitt, par acclamation le 16 février 1882                 | Conservateur         |
| Stormont                     |                 | Oscar Fulton                                                         | Libéral-conservateur |
| Toronto-Centre               |                 | Robert Hay                                                           | Libéral              |
| Toronto-Est                  |                 | Samuel Platt                                                         | Indépendant          |
| Toronto-Ouest                |                 | John Beverley Robinson jusqu'au 30 juin 1880                         | Conservateur         |
| Toronto-Ouest                |                 | James Beaty du 28 août 1880                                          | Conservateur         |
| Victoria-Nord                |                 | Hector Cameron                                                       | Conservateur         |
| Victoria-Sud                 |                 | Arthur McQuade                                                       | Conservateur         |
| Waterloo-Nord                |                 | Hugo Kranz                                                           | Conservateur         |
| Waterloo-Sud                 |                 | Samuel Merner                                                        | Conservateur         |
| Welland                      |                 | Christopher William Bunting                                          | Libéral-conservateur |
| Wellington-Centre            |                 | George Turner Orton                                                  | Libéral-conservateur |
| Wellington-Nord              |                 | George Alexander Drew                                                | Libéral-conservateur |
| Wellington-Sud               |                 | Donald Guthrie                                                       | Libéral              |
| Wentworth-Nord               |                 | Thomas Bain                                                          | Libéral              |
| Wentworth-Sud                |                 | Joseph Rymal                                                         | Libéral              |
| York-Est                     |                 | Alfred Boultbee                                                      | Conservateur         |
| York-Nord                    |                 | Frederick William Strange                                            | Libéral-conservateur |
| York-Ouest                   |                 | Nathaniel Clarke Wallace                                             | Conservateur         |

### Québec
| Circonscription       | Circonscription | Nom                                                                | Parti                     |
| --------------------- | --------------- | ------------------------------------------------------------------ | ------------------------- |
| Argenteuil            |                 | Thomas Christie, défait le 12 février 1880                         | Libéral                   |
| Argenteuil            |                 | John Joseph Caldwell Abbott du 12 février 1880                     | Libéral-conservateur      |
| Bagot                 |                 | Joseph-Alfred Mousseau, par acclamation le 20 novembre 1880        | Conservateur              |
| Beauce                |                 | Joseph Bolduc                                                      | Conservateur              |
| Beauharnois           |                 | Michael Cayley, décédé le 3 décembre 1878                          | Conservateur              |
| Beauharnois           |                 | Joseph-Gédéon-Horace Bergeron du 9 janvier 1879                    | Conservateur              |
| Bellechasse           |                 | Achille Larue au 11 février 1881                                   | Libéral                   |
| Bellechasse           |                 | Guillaume Amyot du 19 mars 1881                                    | Conservateur              |
| Berthier              |                 | Edward Octavian Cuthbert                                           | Conservateur              |
| Bonaventure           |                 | Théodore Robitaille                                                | Conservateur              |
| Bonaventure           |                 | Pierre-Clovis Beauchesne, par acclamation le 26 août 1879          | Conservateur              |
| Brome                 |                 | Edmund Leavens Chandler                                            | Libéral                   |
| Brome                 |                 | David Ames Manson du 18 octobre 1880                               | Libéral-conservateur      |
| Chambly               |                 | Pierre Basile Benoit                                               | Conservateur              |
| Champlain             |                 | Hippolyte Montplaisir                                              | Libéral-conservateur      |
| Charlevoix            |                 | Pierre Alexis Tremblay, décédé le 5 janvier 1879                   | Libéral                   |
| Charlevoix            |                 | Joseph-Stanislas Perrault du 13 février 1879                       | Conservateur              |
| Charlevoix            |                 | Simon-Xavier Cimon du 19 mars 1881                                 | Conservateur              |
| Châteauguay           |                 | Luther Hamilton Holton, décédé le 14 mars 1880                     | Libéral                   |
| Châteauguay           |                 | Edward Holton du 17 avril 1880                                     | Libéral                   |
| Chicoutimi—Saguenay   |                 | Ernest Cimon                                                       | Conservateur              |
| Compton               |                 | John Henry Pope, par acclamation le 4 novembre 1878                | Libéral-conservateur      |
| Deux-Montagnes        |                 | Jean-Baptiste Daoust                                               | Conservateur              |
| Dorchester            |                 | François Fortunat Rouleau                                          | Libéral-conservateur      |
| Drummond—Arthabaska   |                 | Désiré Olivier Bourbeau                                            | Conservateur              |
| Gaspé                 |                 | Pierre Fortin                                                      | Conservateur              |
| Hochelaga             |                 | Alphonse Desjardins                                                | Conservateur              |
| Huntingdon            |                 | Julius Scriver (par acclamation)                                   | Libéral                   |
| Iberville             |                 | François Béchard                                                   | Libéral                   |
| Jacques-Cartier       |                 | Désiré Girouard                                                    | Conservateur              |
| Joliette              |                 | Louis François Georges Baby, par acclamation le 14 novembre 1878   | Conservateur              |
| Joliette              |                 | Lewis Arthur McConville du 9 décembre 1880                         | Conservateur              |
| Kamouraska            |                 | Joseph Dumont                                                      | Libéral                   |
| L'Assomption          |                 | Hilaire Hurteau                                                    | Libéral-conservateur      |
| L'Islet               |                 | Philippe Baby Casgrain                                             | Libéral                   |
| Laprairie             |                 | Alfred Pinsonneault                                                | Conservateur              |
| Laval                 |                 | Joseph-Aldéric Ouimet (acclaimed)                                  | Libéral-conservateur      |
| Lévis                 |                 | Joseph-Godéric Blanchet                                            | Libéral-conservateur      |
| Lotbinière            |                 | Côme-Isaïe Rinfret                                                 | Libéral                   |
| Maskinongé            |                 | Frédéric Houde                                                     | Conservateur nationaliste |
| Mégantic              |                 | Louis-Éphrem Olivier                                               | Libéral                   |
| Missisquoi            |                 | George Barnard Baker                                               | Libéral-conservateur      |
| Montcalm              |                 | Firmin Dugas                                                       | Conservateur              |
| Montmagny             |                 | Auguste-C. Landry                                                  | Conservateur              |
| Montmorency           |                 | Pierre-Vincent Valin au 9 janvier 1880, réélu le 9 décembre 1880   | Conservateur              |
| Montmorency           |                 | Auguste-Réal Angers du 14 février 1880 au 12 novembre 1880         | Conservateur              |
| Montréal-Centre       |                 | Michael Patrick Ryan                                               | Libéral-conservateur      |
| Montréal-Est          |                 | Charles-Joseph Coursol                                             | Conservateur              |
| Montréal-Ouest        |                 | Matthew Hamilton Gault                                             | Conservateur              |
| Napierville           |                 | Sixte Coupal dit la Reine                                          | Libéral                   |
| Nicolet               |                 | François Xavier Ovide Méthot                                       | Conservateur indépendant  |
| Ottawa                |                 | Alonzo Wright                                                      | Libéral-conservateur      |
| Pontiac               |                 | John Poupore                                                       | Conservateur              |
| Portneuf              |                 | Roch-Pamphile Vallée                                               | Conservateur              |
| Comté de Québec       |                 | Adolphe-Philippe Caron, par acclamation le 20 novembre 1880        | Conservateur              |
| Québec-Centre         |                 | Jacques Malouin                                                    | Indépendant               |
| Québec-Est            |                 | Wilfrid Laurier                                                    | Libéral                   |
| Québec-Ouest          |                 | Thomas McGreevy (par acclamation)                                  | Libéral-conservateur      |
| Richelieu             |                 | Louis Huet Massue                                                  | Libéral-conservateur      |
| Richmond—Wolfe        |                 | William Bullock Ives                                               | Conservateur              |
| Rimouski              |                 | Jean-Baptiste Romuald Fiset                                        | Libéral                   |
| Rouville              |                 | George-Auguste Gigault                                             | Conservateur              |
| Saint-Maurice         |                 | Louis Léon Lesieur Désaulniers                                     | Conservateur              |
| Saint-Hyacinthe       |                 | Louis Tellier                                                      | Conservateur              |
| Saint-Jean            |                 | François Bourassa                                                  | Libéral                   |
| Shefford              |                 | Lucius Seth Huntington                                             | Libéral                   |
| Sherbrooke (ville de) |                 | Edward Towle Brooks (par acclamation)                              | Conservateur              |
| Soulanges             |                 | Jacques-Philippe Lanthier                                          | Conservateur              |
| Stanstead             |                 | Charles Carroll Colby                                              | Libéral-conservateur      |
| Témiscouata           |                 | Paul-Étienne Grandbois                                             | Conservateur              |
| Terrebonne            |                 | Louis-François-Rodrigue Masson, par acclamation le 6 novembre 1878 | Conservateur              |
| Trois-Rivières        |                 | William McDougall                                                  | Conservateur              |
| Trois-Rivières        |                 | Hector-Louis Langevin, par acclamation le 21 novembre 1878         | Conservateur              |
| Vaudreuil             |                 | Jean Baptiste Mongenais                                            | Conservateur              |
| Verchères             |                 | Félix Geoffrion                                                    | Libéral                   |
| Yamaska               |                 | Charles-Ignace Gill                                                | Conservateur              |
| Yamaska               |                 | Fabien Vanasse du 7 juillet 1879                                   | Conservateur              |

## Sources
- Site web du Parlement du Canada

- (en) Cet article est partiellement ou en totalité issu de l’article de Wikipédia en anglais intitulé « 4th Canadian Parliament » (voir la liste des auteurs).